# Tomorrow Tomorrow
"Tomorrow, Tomorrow" é uma canção escrita em 1969 por Barry e Maurice Gibb, integrantes dos Bee Gees, e lançada como single pela banda no mesmo ano. Tem estrofes pop rock de andamento moderado e um refrão em balada. Posicionou-se entre as dez melhores nas paradas semanais de vários países, mas alcançou relativo menor sucesso que singles lançados antes, não tendo alcançado sequer um primeiro lugar.

## Histórico
A canção foi composta por Barry e Maurice Gibb para o cantor rock Joe Cocker, porém, com a saída de Robin Gibb do grupo, anunciada em 19 de março de 1969, Robert Stigwood escolheu-a para o novo single dos Bee Gees. Como Vince Melouney já tinha saído da banda, os Bee Gees restantes - Barry, Maurice e Colin - se reuniram no mesmo dia em que Robin anunciou sua saída para gravar a nova canção, que, após várias tomadas que não agradaram, ficou completa em 21 de março. Foi o último single lançado em mono pela banda.
A canção não apareceu em nenhum álbum na época de seu lançamento, por isto não precisou ser mixada em estéreo; esta mixagem só foi feita quando da edição da antologia Tales from the Brothers Gibb: A History in Song, 1967-1990. A versão monaural é encontrada na versão em CD da coletânea Best of Bee Gees. A versão estereofônica inclui uma contagem antes da música que não existe na versão mono do single. Nos EUA, a gravadora Atco. enviou às rádios uma versão com fade precoce, encerrando a música na contagem de 3:04, já que 4:00 era considerado um tempo longo de canções àquela época.
Maurice Gibb faz uma análise da música: "Como sempre pensando à frente, esta foi a primeira faixa que Barry Gibb e eu gravamos como um duo. Outro grande arranjo por Bill Shepherd".

## Videoclipe
O videoclipe da canção começa mostrando a imagem do mar batendo contra uma falésia. Depois disso, começa a mostrar os três integrantes dos Bee Gees tocando num parque, passando a banda a situar-se, na parte lenta da música, diante de um lago. Na segunda estrofe da música, além de mostrar a banda tocando também aparece uma moça correndo com um fundo costeiro. Apesar de ter sido gravado em 1969 e exibido em redes de televisão na época, o lançamento comercial só aconteceu no DVD da versão de luxo da coletânea Ultimate Bee Gees, de 2009.

## Legado
A canção ganhou interpretações de Jerry Walsh, John Hamilton Band e do brasileiro Tommy Standen, além de uma versão em italiano intitulada "Domani, domani" pelo grupo I Casuals.

## Faixas do single
Todas as faixas escritas e compostas por B. & M. Gibb. 
| 7"             |                     |         |  |
| N.º            | Título              | Duração |  |
| 1.             | "Tomorrow Tomorrow" | 4:02    |  |
| 2.             | "Sun in My Morning" | 2:57    |  |
| Duração total: | Duração total:      | 6:59    |  |

| EP (POR)       |                     |                  |         |  |
| N.º            | Título              | Compositor(es)   | Duração |  |
| 1.             | "Tomorrow Tomorrow" | B. & M. Gibb     | 4:02    |  |
| 2.             | "Suddenly"          | B., R. & M. Gibb | 2:29    |  |
| 3.             | "Sun in My Morning" | B. & M. Gibb     | 2:57    |  |
| 4.             | "Whisper Whisper"   | B., R. & M. Gibb | 3:24    |  |
| Duração total: | Duração total:      | Duração total:   | 12:52   |  |

| EP (AUS) (1970) |                             |                  |         |  |
| N.º             | Título                      | Compositor(es)   | Duração |  |
| 1.              | "Tomorrow Tomorrow"         | B. & M. Gibb     | 4:02    |  |
| 2.              | "Indian Gin and Whisky Dry" | B., R. & M. Gibb | 1:55    |  |
| 3.              | "Sun in My Morning"         | B. & M. Gibb     | 2:57    |  |
| 4.              | "Let There Be Love"         | B., R. & M. Gibb | 3:28    |  |
| Duração total:  | Duração total:              | Duração total:   | 12:22   |  |

## Posições nas paradas
| País                               | Posição |        |
| ---------------------------------- | ------- | ------ |
| África do Sul                      | 9       | [ 11 ] |
| Alemanha                           | 6       | [ 12 ] |
| Austrália (Go Set Top 40)          | 19      | [ 13 ] |
| Áustria                            | 7       | [ 14 ] |
| Bélgica                            | 8       | [ 14 ] |
| Canadá                             | 19      | [ 15 ] |
| Dinamarca (Hitlister)              | 8       | [ 16 ] |
| Estados Unidos (Billboard Hot 100) | 54      | [ 17 ] |
| Estados Unidos (Cash Box Magazine) | 32      | [ 18 ] |
| Itália (Hit Parade Italia)         | 31      | [ 19 ] |
| Nova Zelândia (NZ Listener Charts) | 3       | [ 20 ] |
| Países Baixos                      | 3       | [ 14 ] |
| Reino Unido                        | 23      | [ 21 ] |
| Suíça                              | 6       | [ 14 ] |

| País   | Posição |        |
| ------ | ------- | ------ |
| Brasil | 36      | [ 22 ] |

## Ficha técnica
Fonte: 
- Barry Gibb — vocal, guitarra
- Maurice Gibb — vocal, baixo, piano, guitarra
- Colin Petersen — bateria